# Olivia Newton-John
Dame Olivia Newton-John (Cambridge, 26 de septiembre de 1948-Santa Ynez, California, 8 de agosto de 2022)fue una cantante, compositora, actriz y activista. Con más de 100 millones de discos vendidos, fue una de las artistas musicales más vendidas de todos los tiempos, así como la artista femenina australiana con mayores ventas en la historia. Ganó cuatro premios Grammy y su carrera musical incluyó cinco sencillos número uno en el Billboard Hot 100 y dos álbumes número uno en el Billboard 200.
Nacida en Cambridge, Inglaterra, y criada en Melbourne, Australia, Olivia Newton-John comenzó su carrera artística a una edad temprana. Formó el grupo «Sol Four» y se presentó en programas de televisión locales. En 1966, grabó su primer sencillo y ganó el concurso de talentos «Sing, Sing, Sing».
En 1978, protagonizó junto a John Travolta la película musical Grease, que fue la película musical más taquillera del momento y cuya banda sonora sigue siendo uno de los álbumes más vendidos. Presto su voz a varios de los temas para la banda sonora de la película de los que principalmente destacan «Hopelessly Devoted to You», y sus duetos junto a Travolta, «You're the One That I Want», que es uno de los sencillos más vendidos de todos los tiempos, «Summer Nights» y «We Go Together». Sus distintivas grabaciones en solitario incluyen el premio Grammy a la Grabación del Año gracias al tema «I Honestly Love You» (1974) y «Physical» (1981), el sencillo más exitoso en el Billboard Hot 100 de la década de 1980.  Otros de sus sencillos de gran éxito incluyen «If Not for You», «Banks of the Ohio», «Let Me Be There», «If You Love Me (Let Me Know)», «Have You Never Been Mellow», «Sam», «A Little More Love», «Twist of Fate» y, de la película de 1980 Xanadu, «Magic» y «Xanadu».

## Biografía y carrera
Fue hija del galés Brinley "Bryn" Newton-John (1914-1992) y la judía alemana Irene Helene Born (1914-2003). Su abuelo materno fue el físico y matemático alemán Max Born, que obtuvo el premio Nobel de Física en 1954. 
Cuando tenía cinco años, su familia se trasladó a Australia, donde a su padre le ofrecieron un trabajo como profesor en una universidad de Melbourne. Tuvo una hermana, la actriz Rona Newton-John, la cual falleció de cáncer. Se la conoció por el apodo Livvy, de Olivia. En Australia, donde transcurrió su infancia y adolescencia, estudió en la Universidad de Melbourne.

### Inicios como cantante
Los inicios como cantante se remontan al instituto, en un grupo femenino llamado Sol Four.
Su primer álbum, If Not For You, grabado en 1971, llegó a los Estados Unidos y consiguió tres sencillos de mediano éxito: «Banks of The Ohio», «Me and Bobby McGee» (versión de una canción ya existente) e «If Not For You». Dos años después presentó su segundo álbum, Let Me Be There, destacando la balada country «Take Me Home, Country Roads».

### Festival de Eurovisión

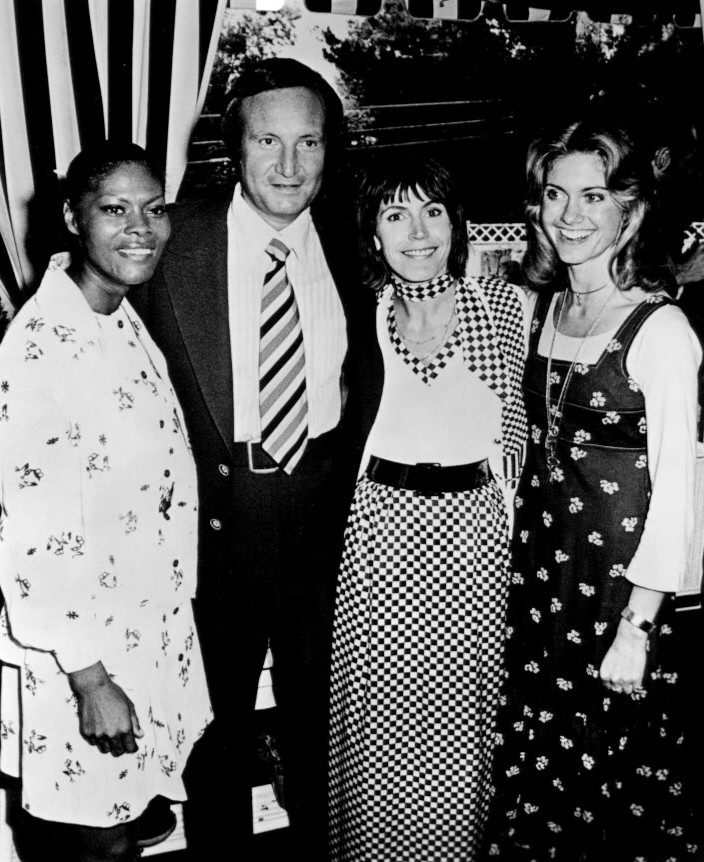
De izquierda a derecha: Dionne Warwick, Don Kirshner, Helen Reddy y Newton-John en 1974.

En 1974 representó al Reino Unido en el Festival de Eurovisión que se celebró en la ciudad inglesa de Brighton. Interpretó el tema «Long Live Love» y quedó en la 4.ª posición, resultando ganadores los suecos ABBA (con «Waterloo») y en segunda posición Gigliola Cinquetti. En ese año su tercer álbum, If You Love Me, Let Me Know, llegó a las primeras posiciones de la lista de álbumes, y una balada del disco, «I Honestly Love You», se afianzó en el primer lugar del Billboard estadounidense.

### Éxito en Estados Unidos
De inmediato se encerró en los estudios de grabación para grabar el siguiente L.P., que fue un auténtico éxito en el mercado estadounidense: Have You Never Been Mellow, que escaló sin problemas al primer puesto de álbumes en 1975 y colocando al tema homónimo en el primer lugar del Hit Parade. Otra canción del disco destacó: se trata de «Please Mr. Please», otra balada en el estilo country.
En 1975 se fue a vivir a los Estados Unidos, donde alcanzó pronto fama como cantante de música pop y también de música country. A lo largo de su carrera sus canciones alcanzaron en cinco ocasiones el primer puesto en las listas de ventas. Una de ellas fue «Physical», que permaneció durante diez semanas en ese puesto. También obtuvo cuatro premios Grammy. En 1979 intervino en el concierto benéfico Music for UNICEF, junto con artistas como Bee Gees, ABBA, Donna Summer, Rod Stewart entre otros, cantando Rest your love on me y The Key.

### Actriz enGreaseyXanadu

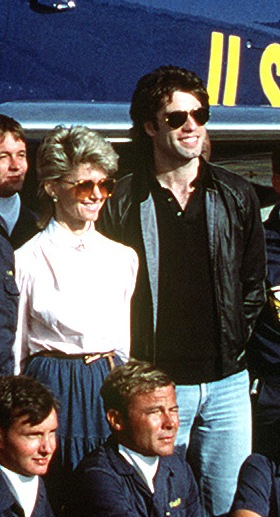
Newton-John junto a John Travolta en 1982.

También fue actriz, participando en películas de carácter musical. Su mayor éxito fue Grease, con John Travolta. 
Las siguientes no tuvieron igual éxito, en especial Xanadu, que fracasó a pesar de la participación de Gene Kelly, pero cuya banda sonora, compuesta por Jeff Lynne, miembro fundador de Electric Light Orchestra (ELO), fue un éxito, en especial los temas Xanadu y Suddenly (dueto con Cliff Richard) grabado en Estados Unidos en marzo de 1980. Tampoco triunfó Tal para cual, mal acogida por el público, aunque su banda sonora fue igualmente un gran éxito.

### Activismo social y carrera musical
Después de ser diagnosticada de cáncer de mama se convirtió en defensora de la investigación sobre el cáncer. Fue portavoz del producto Liv-Kit para el autoexamen de mamas. También fue propietaria parcial de la Gaia Retreat & Spa en Byron Bay, Australia, que se anuncia como «el lugar ideal para renovar, actualizar y restaurar su mente, cuerpo y alma».
Su activismo en el entorno de los problemas de salud se caracterizaba por su participación en muchas causas humanitarias. Canceló una gira de conciertos en 1978 en Japón, para protestar contra la masacre de delfines atrapados en redes de pesca de atún (posteriormente la gira fue reprogramada cuando el gobierno japonés le aseguró que el tema se estaba investigando). Participó en el concierto de 1979 Music for UNICEF Concert para la transmisión mundial televisiva del Año Internacional del Niño. Durante el concierto, los artistas interpretaron canciones y donaron sus regalías a perpetuidad, algunos en beneficio de la causa. Fue nombrada Embajadora de Buena Voluntad del Programa de las Naciones Unidas para el Medio Ambiente. También fue portavoz nacional, durante diez años, de la fundación medioambiental Children's Health Environmental Coalition (CHEC), creada en 1991 tras la trágica muerte de Colette Chuda, la mejor amiga de Chloe, por una forma rara de cáncer infantil. (Chuda fue presentada junto con Newton-John y a su hija Chloe en la portada de su álbum Warm and Tender de 1989).
De igual forma, el diagnóstico de cáncer influyó notablemente en que su música hiciera alguna referencia a ello. En 1994 colabora en el álbum "Songs From Heathcliff" de Cliff Richard. Igualmente en 1994 lanza Gaia: One Woman's Journey. Este fue el primer álbum en el que escribió todas las canciones, animándose a participar más activamente como compositora a partir de entonces. Un disco realacionado fue Stronger Than Before, de 2005; las ganancias obtenidas de las ventas del álbum se donaron a la investigación del cáncer de mama.
En 2008 recaudó fondos para ayudar a construir el Olivia Newton-John Cancer and Wellness Centre en Melbourne, Australia.
En 2018 colabora en la grabación del tema Everybody´s Someone de Cliff Richard incluida en el álbum "Rise Up".
A finales de 2019 fue nombrada Dama del Imperio Británico, por su carrera artística y por su labor humanitaria en la lucha y prevención del cáncer.

## Vida personal
Portavoz nacional durante diez años de la fundación medioambiental Childrens Health Environmental Coalition (CHEC), creada en 1991 tras la trágica muerte de Colette Chuda, la mejor amiga de Chloe, por una forma rara de cáncer infantil. Estuvo casada entre 1984 y 1995 con el actor Matt Lattanzi. De este matrimonio tuvo una hija, Chloe Rose, nacida en 1986. Newton fue criada bajo el catolicismo pero cuando cumplió veintisiete años dejó su vida religiosa a un lado. En 1985 volvió a conservar sus creencias y hasta su muerte se consideró budista y ha dicho que sus creencias religiosas estaban en "trabajo". A finales de los 80 lanzó junto a su amiga Pat Farrar una marca de ropa llamada Koala Blue, en Australia y los Estados Unidos, que por errores financieros la llevó a la bancarrota en 1992, pero de la que se recuperó económicamente gracias a la publicidad y telefilmes para la pequeña pantalla. 

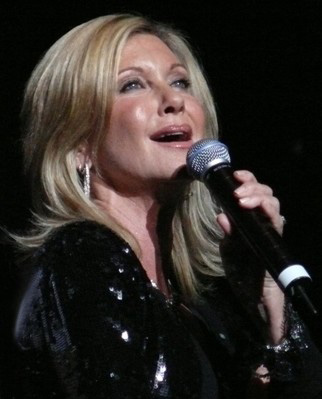
Newton-John durante una presentación en el Teatro Estatal de Sídney en septiembre de 2008.

Desde 1996 mantuvo una relación sentimental con Patrick McDermott, un camarógrafo, hasta que este desapareció en extrañas circunstancias durante una excursión en barco en 2005. Pero en 2016, surgieron rumores de que McDermott había sido visto en México y de que había simulado su muerte para romper su relación con Olivia. El 21 de junio de 2008, en lo alto de una montaña en Perú con el solsticio de invierno como testigo, se casó en secreto con el magnate John "Amazon" Easterling.

## Enfermedad y muerte
En 1992 estuvo preparada para otro regreso al éxito, cuando lanzó su tercera colección de grandes éxitos, Back to Basics - The Essential Collection 1971-1992, y planeó su primera gira desde su disco Physical realizada diez años antes. Poco después del lanzamiento del álbum, le fue diagnosticado un cáncer de mama que le obligó a cancelar toda la publicidad para el recopilatorio, incluyendo el tour (donde recibió su diagnóstico el mismo fin de semana en que su padre murió). Después de un largo tratamiento, se recuperó.
En 2012, después de veinte años de la detección de su cáncer, volvió a padecerlo, pero lo mantuvo en secreto. En 2017 reveló que fue diagnosticada con un cáncer por tercera vez. Explicó que los médicos le diagnosticaron un tumor en la base de la columna vertebral, y que fue sometida a radioterapia; también dijo seguir terapias naturales y consumir aceite de cannabis para los dolores. «Sigo un tratamiento natural y estoy muy bien», declaró al canal australiano Seven Network desde su residencia en California.
El 8 de agosto de 2022, Newton-John falleció a los 73 años por complicaciones del cáncer de mama en su rancho de Santa Ynez, California. En septiembre, su familia le realizó un servicio conmemorativo en California. Su cuerpo fue incinerado y sus cenizas fueron divididas; una parte de ellas se esparcieron en Byron Bay, otra parte fue llevada a descansar en su rancho de Santa Ynez y el resto se disperso «en otros lugares que ella amaba».

## Discografía

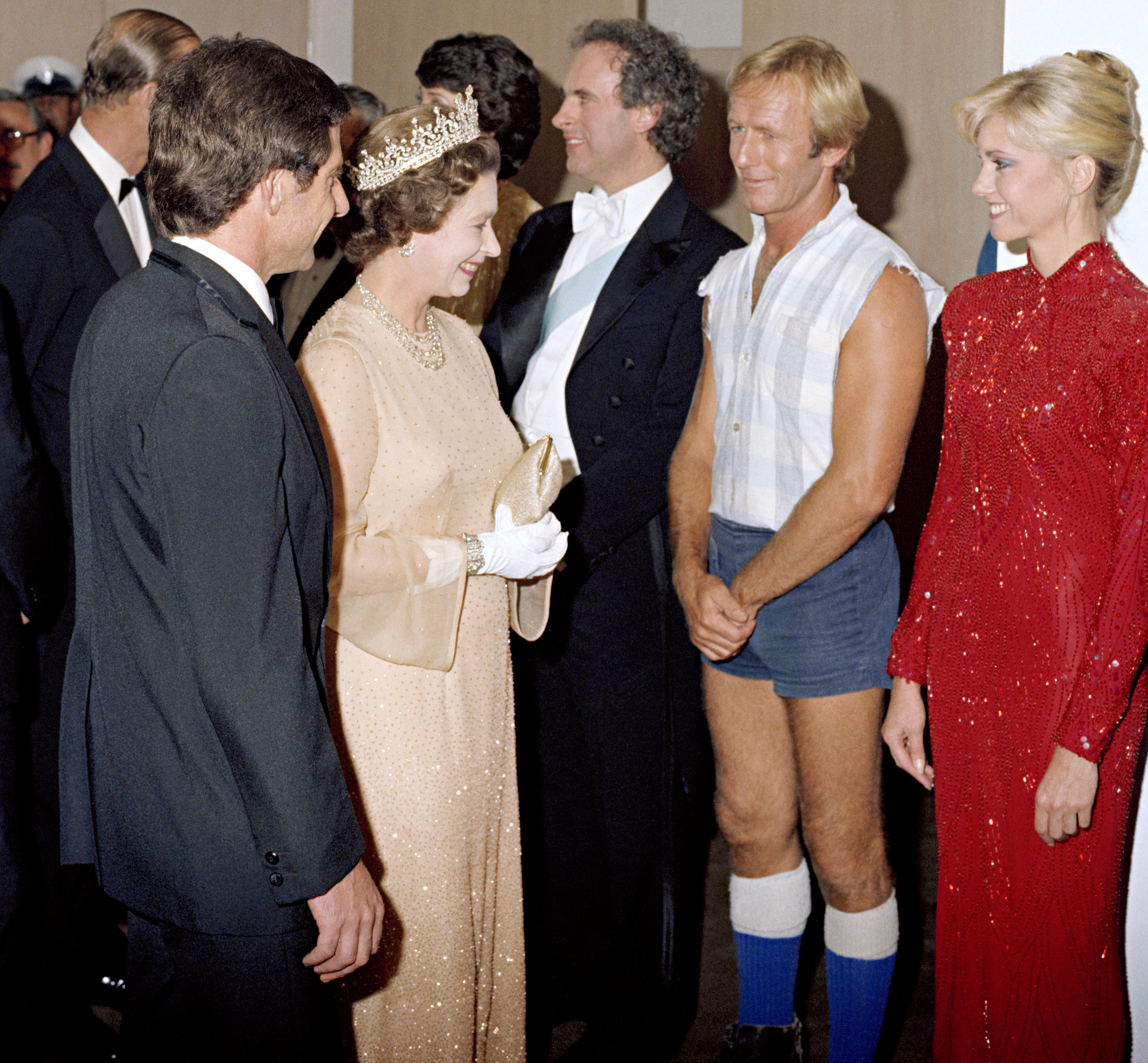
Newton conociendo a la reina Isabel II y al príncipe Felipe en un concierto de Sídney en 1980, con ella también están Roger Woodward y Paul Hogan (en pantalones cortos).

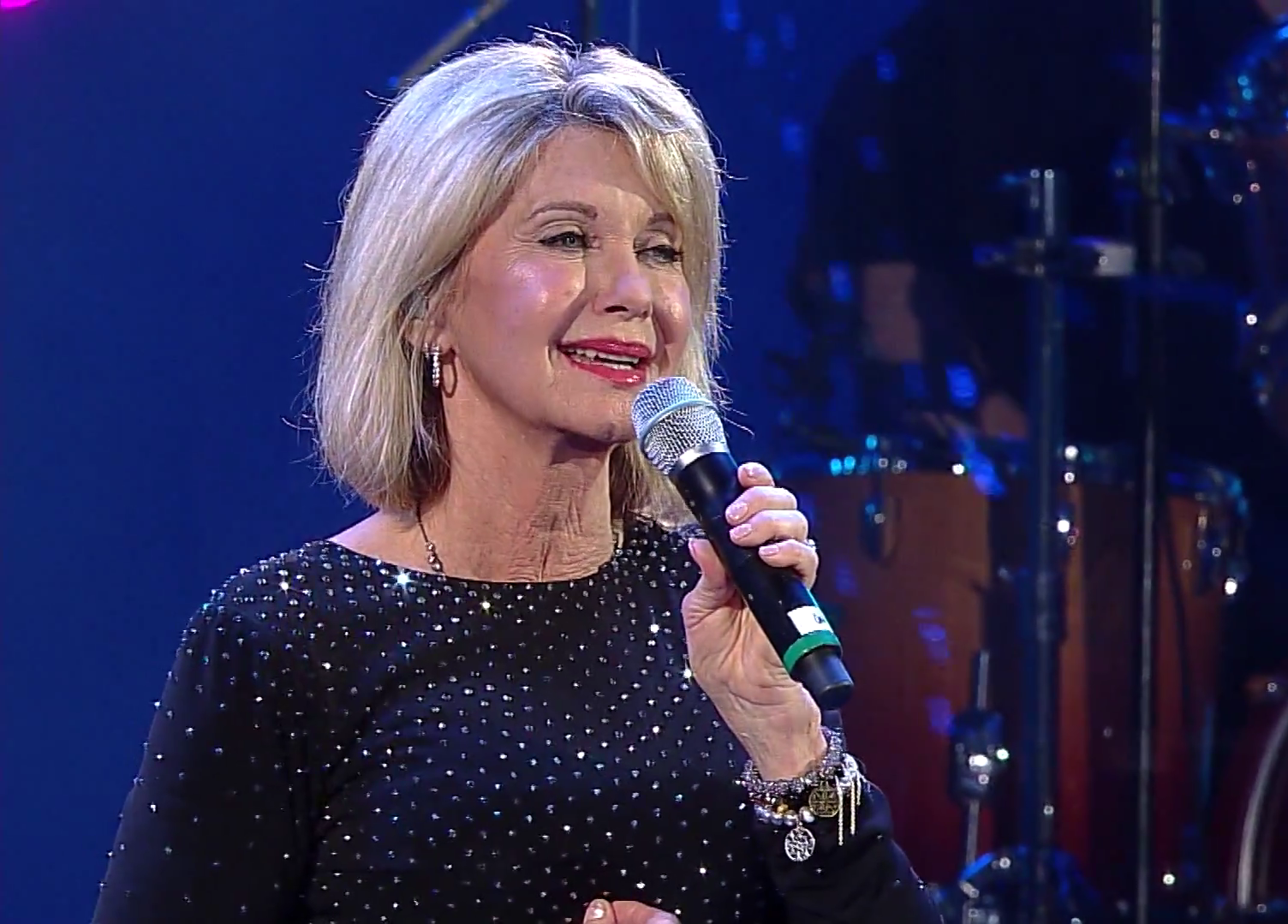
Newton-John durante una presentación en Viña 2017.

### Álbumes

#### Álbumes de estudio
| - If Not for You (1971) - Olivia (1972) - Let Me Be There (1973) - Long Live Love (1974) - Have You Never Been Mellow (1975) - Clearly Love (1975) - Come On Over (1976) - Don't Stop Believin (1976) - Making A Good Thing Better (1977) - Totally Hot (1978) - Physical (1981) - Soul Kiss (1985) - The Rumour (1988) | - Warm and Tender (1990) - Gaia: One Woman's Journey (1994) - Back with a Heart (1998) - Tis the Season (2000) (con Vince Gill) - (2) (2002) - Indigo: Women of Song (2004) - Stronger Than Before (2005) - Grace and Gratitude (2006) - Christmas Wish (2007) - A Celebration in Song (2008) - This Christmas (2012) (con John Travolta) - Liv On (2016) - Friends for Christmas (2016) (con John Farnham) |

#### Bandas sonoras
| - Grease (1978) - Xanadu (1980) - Tal para cual (1983) | - It's My Party (1996) - Sordid Lives (2001) - A Few Best Men (2012) |

## Filmografía

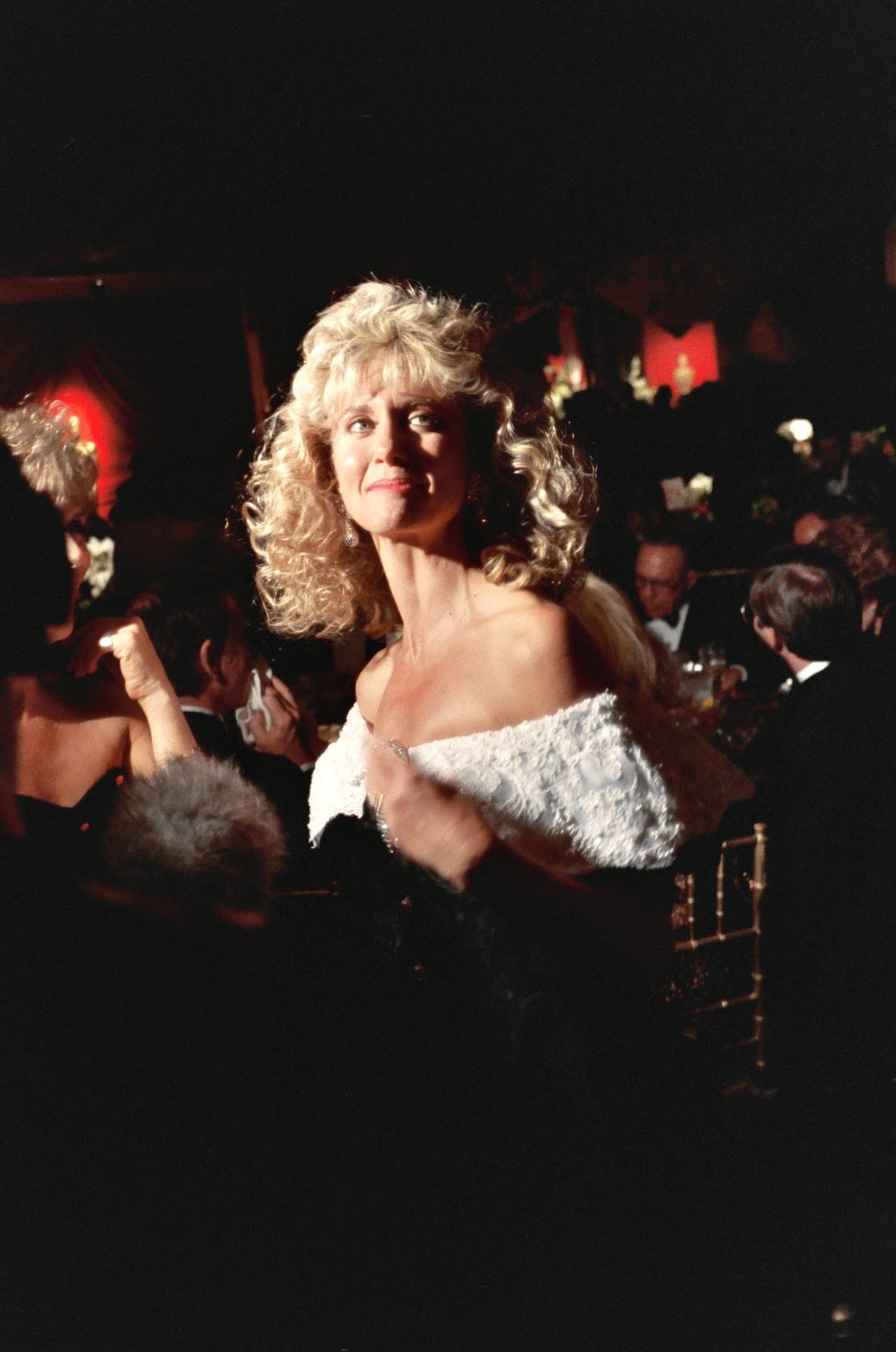
Newton-John en los Premios Óscar de 1989.

### Cine
| Año  | Título                         | Papel             | Notas            |
| ---- | ------------------------------ | ----------------- | ---------------- |
| 1965 | Funny Things Happen Down Under | Olivia            | –                |
| 1970 | Toomorrow                      | Olivia            | –                |
| 1978 | Grease                         | Sandy Olsson      | –                |
| 1980 | Xanadu                         | Kira              | –                |
| 1983 | Tal para cual                  | Debbie Wylder     | –                |
| 1990 | Una madre para Navidad         | Amy Miller        | Película para TV |
| 1994 | Un romance en Navidad          | Julia Stonecypher | Película para TV |
| 1996 | Fiesta de despedida            | Lina Bingham      | –                |
| 2000 | Sordid Lives                   | Bitsy Mae Harling | –                |
| 2001 | The Wilde Girls                | Jasmine Wilde     | Película para TV |
| 2010 | 1 a Minute                     | Herself           | –                |
| 2010 | Score: A Hockey Musical        | Hope Gordon       | –                |
| 2011 | A Few Best Men                 | Barbara Ramme     | –                |
| 2017 | Sharknado 5: Global Swarming   | Orión             | Película para TV |
| 2020 | El muy excelente Sr. Dundee    | Olivia            | –                |

### Televisión
| Año     | Título                                    | Papel                        | Notas                                                          |
| ------- | ----------------------------------------- | ---------------------------- | -------------------------------------------------------------- |
| 1972    | The Case                                  | Ella misma                   | Especial de la BBC con Cliff Richard y Tim Brooke-Taylor       |
| 1974    | Festival de la Canción de Eurovisión 1974 | Ella misma                   | Representante de Reino Unido: 4.⁰ puesto                       |
| 1976    | A Special Olivia Newton-John              | Ella misma                   | Especial de la ABC                                             |
| 1977    | Solo Olivia                               | Ella misma                   | Especial de la BBC                                             |
| 1978    | Olivia                                    | Ella misma                   | Especial de la ABC (¡Olivia!, invitados: ABBA y Andy Gibb)     |
| 1980    | Hollywood Nights                          | Ella misma                   | Especial de la ABC                                             |
| 1982    | Let's Get Physical                        | Ella misma                   | Especial de la ABC                                             |
| 1982    | Saturday Night Live                       | Ella misma - presentadora    | También estrella musical invitada                              |
| 1982    | Olivia en Concierto                       | Ella misma                   | Especial de la HBO                                             |
| 1988    | Olivia Down Under                         | Ella misma                   | Especial de la HBO                                             |
| 1990    | Cuentos intemporales de Hallmark          | Ella misma - presentadora    | 6 episodios                                                    |
| 1995    | El hombre del río Nevado                  | Joanna Walker                | Papel recurrente (3 episodios)                                 |
| 1995    | Ned y Stacey                              | Ella misma                   | Episodio: "Reality Check"                                      |
| 1995    | ¿Esta es tu vida?                         | Ella misma                   | Entrevista ampliada a Andrew Neil en Channel 4 del Reino Unido |
| 1997    | Tracey asume...                           | Ella misma                   | Episodio: "Childhood"                                          |
| 1997    | Murphy Brown                              | Ella misma                   | Episodio: "I Hear a Symphony"                                  |
| 2001    | Bette                                     | Ella misma                   | Episodio: "The Invisible Mom"                                  |
| 2002    | Una noche con Olivia                      | Ella misma                   | Especial de Seven Network                                      |
| 2003    | En directo en Japón 2003                  | Ella misma                   | Especial de TV Tokyo                                           |
| 2003/07 | American Idol                             | Ella misma - jurado invitado | 3 episodios                                                    |
| 2008    | Vidas sórdidas: La serie                  | Bitsy Mae Harling            | Papel recurrente (12 episodios)                                |
| 2009    | Kathy Griffin: Mi vida en la lista D      | Ella misma                   | Episodio: "Fly the Super Gay Skies"                            |
| 2010    | Glee                                      | Ella misma                   | Episodios: "Bad Reputation" y "Journey to Regionals"           |
| 2015    | RuPaul's Drag Race                        | Ella misma – jurado invitado | "Glamazonian Airways"                                          |
| 2015    | Bailando con las estrellas                | Ella misma – jurado invitado | "Famous Dances Night"                                          |

## Reconocimientos
A lo largo de su carrera, recibió una larga lista de honores y reconocimientos. En 1979, fue condecorada con la medalla de la Orden del Imperio Británico (OBE) en un acto público presidido por la reina Isabel II y en 2006, fue condecorada con la medalla de la Orden de Australia (OA), por sus servicios a la industria del entretenimiento como cantante y actriz. El 5 de agosto de 1981, recibió su estrella en el paseo de la fama de Hollywood. En 1990, fue premiada por su labor en las Naciones Unidas en el programa de medio ambiente.
Además, contó con hasta doce nominaciones de las cuales, ganó cuatro en los Premios Grammy. En los Premios American Music, consiguió ganar diez de sus trece nominaciones. También obtuvo dos nominaciones a los Premios Globo de Oro.